# كلوزية أحادية الزهرة
كلوزية أحادية الزهرة (الاسم العلمي:Clusia uniflora) هي نوع من النباتات تتبع جنس الكلوزية من فصيلة الكلوزية.